# كأس رابطة الأندية الإنجليزية المحترفة 1998–99
كأس رابطة الأندية الإنجليزية المحترفة 1998–99 (بالإنجليزية: 1998–99 Football League Cup)‏ هو الموسم 39 من كأس رابطة الأندية الإنجليزية المحترفة. أشرف على تنظيمه الاتحاد الإنجليزي لكرة القدم، وكان عدد الأندية المشاركة فيه 92، وفاز فيه توتنهام هوتسبير.